# フーザオ県
フーザオ県（フーザオけん、ベトナム語：Huyện Phú Giáo / 縣富教?）は、ベトナム社会主義共和国ビンズオン省の県である。面積は543 km²、人口は90,825人（2019年）である。

## 行政区画
以下の1市鎮10社から構成される。
- フオックヴィン市鎮（Phước Vĩnh / 福永）
- アンビン社（An Bình / 安平）
- アンリン社（An Linh / 安靈）
- アンロン社（An Long / 安隆）
- アンタイ社（An Thái / 安泰）
- フオックホア社（Phước Hoa / 福華）
- フオックサン社（Phước Sang / 福廊）
- タムラップ社（Tam Lập / 三立）
- タンヒエップ社（Tân Hiệp/ 新協）
- タンロン社（Tân Long / 新隆）
- ヴィンホア社（Vĩnh Hòa / 永和）